# Victor Hogan
Victor Hogan (né le 25 juillet 1989 à Vredenburg) est un athlète sud-africain, spécialiste du lancer du disque. 

## Biographie
En 2012, Victor Hogan remporte le concours du lancer du disque aux Championnats d'Afrique, avec 61,80 m. 
Le 6 mai 2016, Hogan se classe 3e de la Doha diamond league 2016 avec un lancer à 65,59 m. En juin, il termine en tête du concours du disque des championnats d'Afrique. Peu de temps après, il est déclaré positif à la methylhexanamine, selon un contrôle antidopage réalisé en avril 2016 lors des championnats nationaux. Par conséquent, la fédération sud-africaine suspend sa participation aux Jeux de Rio et son titre de champion d'Afrique 2016 lui est retiré.

## Palmarès
| Date | Compétition                    | Lieu         | Résultat | Marque  |
| ---- | ------------------------------ | ------------ | -------- | ------- |
| 2007 | Championnats d'Afrique juniors | Ouagadougou  | 1er      | 56,35 m |
| 2008 | Championnats du monde juniors  | Bydgoszcz    | 4e       | 60,64 m |
| 2010 | Championnats d'Afrique         | Nairobi      | 3e       | 58,11 m |
| 2011 | Jeux africains                 | Maputo       | 2e       | 62,60 m |
| 2012 | Championnats d'Afrique         | Porto-Novo   | 1er      | 61,80 m |
| 2013 | Championnats du monde          | Moscou       | 5e       | 64,35 m |
| 2014 | Championnats d'Afrique         | Marrakech    | 1er      | 62,87 m |
| 2018 | Coupe du monde                 | Londres      | 2e       | 63,73 m |
| 2018 | Championnats d'Afrique         | Asaba        | 1er      | 60,06 m |
| 2018 | Coupe continentale             | Ostrava      | 6e       | 63,49 m |
| 2022 | Championnats d'Afrique         | Saint-Pierre | 2e       | 58,95 m |
| 2024 | Jeux africains                 | Accra        | 1er      | 62,56 m |
| 2024 | Championnats d'Afrique         | Douala       | 2e       | 63,87 m |

## Records
| Épreuve          | Performance | Lieu     | Date        |
| ---------------- | ----------- | -------- | ----------- |
| Lancer du disque | 66,14 m     | Budapest | 8 juin 2023 |